# Kabupaten Halmahera Tengah
Kabupaten Halmahera Tengah är ett kabupaten i Indonesien.   Det ligger i provinsen Maluku Utara, i den nordöstra delen av landet, 2 500 km öster om huvudstaden Jakarta. Antalet invånare är 42 815. Arean är 2 277 kvadratkilometer.
Terrängen i Kabupaten Halmahera Tengah är huvudsakligen kuperad, men åt nordväst är den bergig.